# Групова роботехника
Групова роботехника е нов подход при координиране на система, съставена от голям брой, основно прости по структура роботи. Счита се че колективното поведение на роботите е резултат от взаимодействието между роботите и взаимодействието им с околната среда. Основа за това поведение е разработването на поведението на рояка наречено Интелект на рояка. Това поведение е изследвано при мравките, пчелите и други, при които има поведение на рояка.

## Определение
Изследването на груповата роботика включва изследването на конструкцията на роботите, тяхното физическо изпълнение и управлението на тяхното поведение. Тази роботика е създадена на основата на поведението на живите същества, живеещи в рояк и които имат колективна интелигентност, многократно превишаваща интелигентността на отделния екземпляр. Относително простите правила на поведение на отделните роботи може да създаде много широка гама от поведения на групата. Основен компонент при това е комуникацията между отделните роботи в групата, което създава система с постоянна обратна връзка. Поведението на рояка включва и непрекъсната подмяна на отделните членове на групата, които взаимодействат помежду си и поведението на цялата група.
За разлика от просто разпределените роботехнически системи, груповата роботехника включва голям брой роботи и предполага мащабируемост, например с използването само на локална връзка между роботите. Тази връзка може да бъде създадена на базата на безжична връзка на основата на радиочестотни или инфрачервени връзки.

## Приложение
Има много потенциални възможности за приложения на груповата роботика. Едно от най-перспективните приложения е работа при аварии и бедствия. На територия, на която не може да отиде спасителен екип, може да бъде изпратена група роботи с възможност за отчитане чрез инфрачервени датчици на наличие на живот.